# Megera

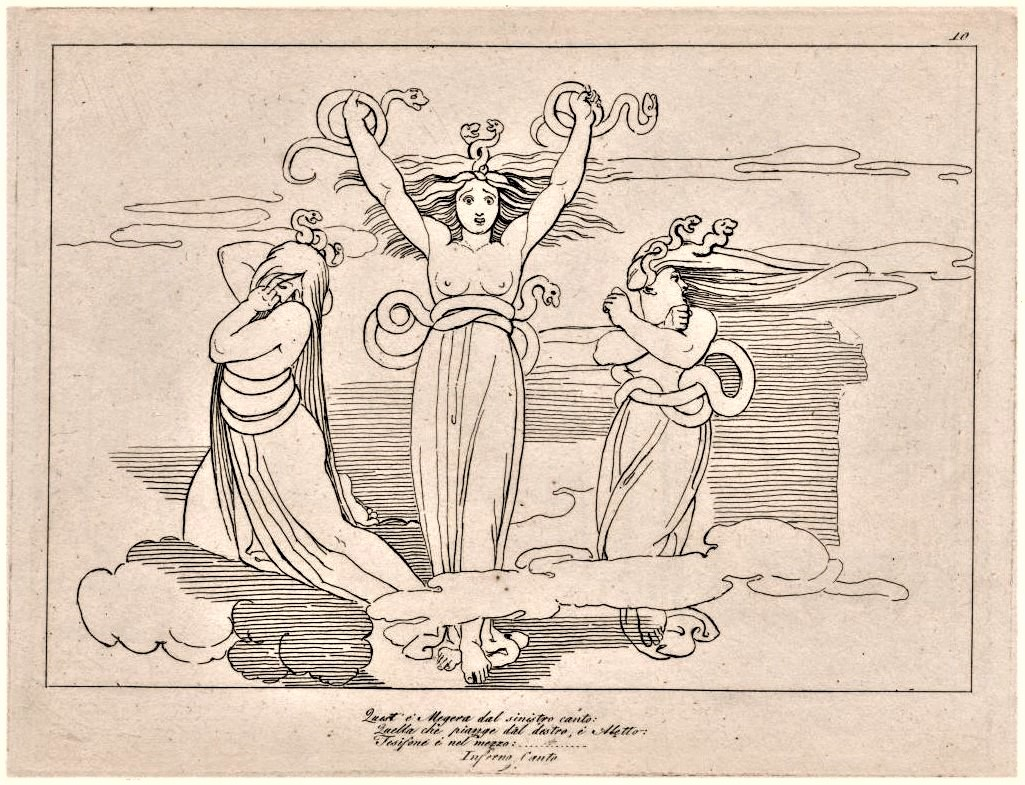
Megera entre sus hermanas: grabado de Tommaso Piroli a partir de un dibujo de John Flaxman, para ilustrar la Divina Comedia, de Dante. 1793.

Megera (en griego: Μέγαιρα Mégaira, ‘la de los celos’ o ‘la celosa’) es un personaje de la mitología griega. Es una de las tres erinias, diosas infernales del castigo y la venganza divina. 
Como sus hermanas, nació un año después de que Gea recogiera la sangre que brotó cuando Crono cortó los genitales a Urano, aunque hay autores que hacen hijas de la Noche a las tres. Virgilio sitúa a Megera en el Tártaro, a diferencia de sus hermanas, que las sitúa en el cielo.